# Famille Kémeri
Kémeri (ou Keméri) est le patronyme d'une ancienne famille de la noblesse hongroise. 

## Histoire
Son premier membre connu est György Kémeri, cité en 1349.